# Black Shining Leather
Black Shining Leather – debiutancki album norweskiego black metalowego zespołu Carpathian Forest z 1998.

## Lista utworów
Opracowano na podstawie materiału źródłowego.
| Nr  | Tytuł utworu                | Długość |
| --- | --------------------------- | ------- |
| 1.  | „Black Shining Leather”     | 4:32    |
| 2.  | „The Swordsmen”             | 4:07    |
| 3.  | „Death Triumphant”          | 4:27    |
| 4.  | „Sadomasochistic”           | 4:02    |
| 5.  | „Lupus”                     | 3:06    |
| 6.  | „Pierced Genitalia”         | 4:18    |
| 7.  | „In Silence I Observe”      | 3:42    |
| 8.  | „Lunar Nights”              | 6:34    |
| 9.  | „Third Attempt”             | 3:18    |
| 10. | „The Northern Hemisphere”   | 6:42    |
| 11. | „A Forest” (cover The Cure) | 5:57    |
|     |                             | 50:45   |

## Twórcy
Opracowano na podstawie materiału źródłowego.
- R. Nattefrost - śpiew, gitara, instrumenty klawiszowe
- J. Nordavind - śpiew towarzyszący, gitara, instrumenty klawiszowe
- Lars Nedland - perkusja